# Здравствуй, мир (аниме)
«Здравствуй, мир» (яп. ハロー・ワールド харо: ва:рудо, англ. Hello World) — аниме-фильм, научно-фантастическая романтическая драма режиссёра Томохико Ито и студии Graphinica. Фильм вышел в Японии 20 сентября 2019 года.
Главные роли озвучили Тори Мацудзака, Минами Хамабэ и Такуми Китамура. Существует также трехсерийный спин-офф ленты под названием Another World, вышедший 13 сентября 2019 года.

## Сюжет
Киото, 2027 год. Правительство решило использовать дронов, чтобы записать и сохранить всю информацию о городе в реальном времени внутри системы Alltale.
Наоми Катагаки — обычный школьник, любящий читать. Однажды прямо у него из-под носа книгу утаскивает ятагарасу. Пустившись в погоню за ней, Наоми встречает молодого человека — самого себя, но на 10 лет старше. Его старшая версия объясняет, что он подключился к собранной базе данных из реального мира, чтобы изменить записанное прошлое и спасти свою девушку, которой станет одноклассница Рури Итигё. Для этого он помогает своей младшей версии сначала начать с ней встречаться, а затем отменить поход на фестиваль, во время которого Рури ударила молния. Но как только события начинают меняться, их атакуют боты, старающиеся восстановить всё так, как должно быть.

## Персонажи
- Наоми Катагаки (яп. 堅書直実 Катагаки Наоми) — главный герой, 16-летний школьник, живущий в 2027 году в Киото. Поначалу ему не хватает уверенности в себе и решительности, поэтому одноклассники выбирают его членом книжного комитета, после чего он знакомится и сближается с Рури. Озвучен: Такуми Китамура.
- Сэнсэй (яп. 先生) / Наоми Катагаки (яп. カタガキナオミ Катагаки Наоми) — взрослая версия Наоми из 2037 года. В своем времени работает в качестве одного из старших менеджеров в управляющей компании Alltale. Постоянно навещает лежащую в коме Рури и ищет возможность синхронизировать её сознание с версией, сохраненной внутри Alltale. Его юная версия обращается к нему «Сэнсэй». Озвучен: Тори Мацудзака.
- Рури Итигё (яп. 一行瑠璃 Итигё: Рури) — одноклассница главного героя, член книжного комитета. В отличие от Наоми, старомодна, решительна и не боится выделяться. В ходе сюжета становится его девушкой. Озвучена: Минами Хамабэ.
- Цунэхиса Сэнко (яп. 千古恒久 Сэнко Цунэхиса) — добродушный и эксцентричный профессор, работает в Alltale. Озвучен: Такэхито Коясу.
- Ийи Сюй (яп. 徐依依 Сю: И:и:) — коллега Сэнсея и подчиненная профессора Сэнко. Китаянка. Озвучена: Минако Котобуки.
- Мисудзу Кадэнокодзи (яп. 勘解由小路三鈴 Кадэноко:дзи Мисудзу) — кумир класса благодаря милой внешности и безумным проделкам. Позже подруга Рури. Озвучена: Харука Фукухара.
- Карасу (яп. カラス Карасу). Озвучен: Риэ Кугимия.

## Маркетинг
11 апреля 2019 года на YouTube-канале компании Toho был опубликован первый тизер-трейлер фильма «Здравствуй, мир». В трейлере можно увидеть такие известные достопримечательности Киото, как храм Фусими Инари и храм Камо.
Русскоязычный трейлер картины был опубликован на Youtube 1 июля.

## Релиз
В Японии премьера фильма состоялась 20 сентября 2019 года, в Сингапуре — 24 октября, на Филиппинах — 30 октября, в Гонконге — 7 ноября, на Тайване — 15 ноября, в Италии — 9 марта 2020 года.